# عبد العزيز المفرج
عبد العزيز خالد العبد العزيز المفرج المعروف باسم شادي الخليج من مواليد حي القبلة، الكويت (21 مارس 1939).

## بداياته الفنية
في سنة 1958 زار عبد العزيز المفرج مركز الفنون الشعبية التابع لوزارة الشئون الاجتماعية والعمل وهناك التقى بالعديد من الفنانين من بينهم حمد عيسى الرجيب الذي استطاع إقناعه باحتراف الغناء بعد تردد كبير بسبب نظرة المجتمع الكويتي الدونية آنذاك للمشتغل في العمل الفني ولذلك قرر الرجيب تغيير اسمه وإطلاق لقب فني عليه وهو شادي الخليج، بدأ الغناء بأغنية من كلمات أحمد العدواني وألحان أحمد باقر وعنوانها لي خليل حسين في سنة 1960. قرر شادي الخليج الزواج في سنة 1965 وقد دفع مهر مقداره ربع دينار كويتي فقط. ثم قرر السفر إلى العاصمة المصرية القاهرة من أجل الدراسة وحصل على شهادة بكالوريوس التربية الموسيقية من المعهد العالي للتربية الموسيقية في 1967، بعد عودته التحق بالعمل في وزارة التربية والتعليم وتدرج في السلم الوظيفي حتى وصل إلى وظيفة موجه فني عام للتربية الموسيقية بدرجة وكيل وزارة مساعد. كان أحد مؤسسي جمعية الفنانين الكويتيين ثم أمين سرها ثم رئيس لها في سنة 1994. كان مديرا إداريا لمجلة عالم الفن لسنوات طويلة ثم رئيسا لتحريرها. توقف فنيا وإعلاميا لمدة 11 سنة ثم عاد في 28 أغسطس 1976 بمرافقة فرقة عبد العظيم محمد  بأغنيتين من ألحان غنام الديكان الأولى حالي حال للشاعر عبد الله محمد العتيبي والثانية سدرة العشاق من كلمات مبارك الحديبي، ثم شكل الثلاثي شادي الخليج وعبد الله محمد العتيبي والديكان ثلاثيا ناجحا في عدة أعمال غنائية مثل: صدى التاريخ، مواكب الوفاء، حديث السور، قوافل الأيام، أنا الآتي، قلادة الصابرين، الزمان العربي، أوبريت عاشق الدار، كما غنى غيرها العشرات من الأغاني العاطفية والوطنية. تبنى ونفذ احتفالات وزارة التربية والتعليم بالعيد الوطني وشارك في جميع حفلاتها وقد تعاون مع العديد من الشعراء كان من أبرزهم الشاعر محمد الفايز الذي قدم له أوبريت مذكرات بحار. احتل مركز نائب مدير الاتحاد العام للفنانين العرب لعدة سنوات.

## الجوائز
حصل على جائزة الدولة التقديرية في نوفمبر 2003 في مهرجان القرين العاشر من نفس السنة.

## مرضه
في سبتمبر 2004 عاد شادي الخليج إلى الكويت بعد رحلة علاج خارج وطنه تكللت بالنجاح وحرص محبيه ومعجبيه على استقباله بحفاوة بالغة في مطار الكويت الدولي. في نوفمبر 2005 التبس على وسائل الإعلام الخليجية خبرا حول وفاة شادي الخليج ولكن الصحيح أن الذي توفي هو عيسى خورشيد الشهير باسم غريد الشاطئ. وقام مؤخرا الفنان شادي الخليج بإجراء عمليتين جراحيتين في ألمانيا عملية الديسك للظهر وعملية للركبه وتكللت العمليتين بالنجاح وقامت فرقة المعيوف باستقباله في قاعة كبار الزوار بالمطار الدولي بالكويت احتفالا برجوعه بالسلامة مع رفيقة دربه السيدة غنيمة يوسف العلي المهيني وابنه خالد وحفيده عبد الله الزعابي الذين كانو بجواره فترة العلاج لمدة أربع شهور في ألمانيا ووُصِل للكويت بتاريخ 6 سبتمبر 2012.